# Museo archeologico territoriale della penisola sorrentina Georges Vallet
Il museo archeologico territoriale della penisola sorrentina Georges Vallet è un museo archeologico di Piano di Sorrento, in attesa di riordinamento: ospita al suo interno reperti archeologici raccolti nel corso di vari scavi effettuati in diversi siti della costiera sorrentina, che spaziano dalla preistoria al periodo romano.

## Storia e descrizione
Il museo, intitolato all'archeologo Georges Vallet, è ospitato all'interno della neoclassica Villa Fondi De Sangro: questa venne acquistata dal comune di Piano di Sorrento insieme al suo parco e dopo un intervento di restauro, con la Soprintendenza Archeologica di Napoli e Caserta, il 17 luglio 1999 venne inaugurato il polo museale; oltre alle varie sale espositive, è dotato anche di una sala congressi ed una area per le mostre temporanee.
All'ingresso del museo è posta una grossa statua raffigurante una figura femminile, rinvenuta nel 1971 durante le indagini di una villa di epoca imperiale a Sorrento: seguono quindi le varie sale disposte in ordine cronologico; al piano terra sono presenti due sale: la prima illustra la zona sorrentina durante l'epoca preistorica con reperti proveniente da grotte e insediamenti del luogo, mentre nella seconda sono raccolti le testimonianze ritrovate dagli scavi archeologici condotti a Piano di Sorrento, in particolare quelli svolti in località Trinità, dove era presente un insediamento risalente al II millennio a.C. della cultura del Gaudo. Lungo la scala che porta al piano superiore sono custoditi una testa in marmo proveniente da Massa Lubrense e alcuni capitelli tufacei in ordine dorico rinvenuti a Vico Equense.
Anche al secondo piano sono presenti due sale: nella prima sono esposti corredi funerari rinvenuti nelle necropoli arcaiche e classiche di Massa Lubrense, Sant'Agata sui Due Golfi, Vico Equense e Sorrento mentre nella seconda sono ospitati reperti provenienti da Sorrento in particolar modo dalla città antica e dalle necropoli, oltre a carte topografiche: tra le opere di maggior rilievo si trova un trapezoforo in tufo che raffigura un'erma maschile, balsamari in vetro, vasi a figure rosse del IV secolo a.C., columelle, oggetti in marmo e capitelli della Villa di Villazzano nei pressi di capo di Massa ed un plastico della Villa di Pollio Felice; nel corridoio che unisce le due sale è esposto materiale proveniente dal Tempio di Atena a punta Campanella, con il calco di un'epigrafe del II secolo a.C..
Il museo è dotato anche di un parco che si affaccia sulla Marina di Cassano, con vista sul Vesuvio e sul golfo di Napoli: al suo interno inoltre è stato ricostruito il mosaico risalente al 55 asportato dal ninfeo di una villa marittima di epoca romana rinvenuta a Marina della Lobra, a Massa Lubrense, per preservarne l'integrità: questo, realizzato in pasta vitrea, raffigura un giardino con uccelli, decorato con figure allegoriche e nature morte.